# Ivan Karizna
Ivan Karizna, né en 1992 à Dziatlava en Biélorussie, est un violoncelliste français. 
Il a remporté le troisième prix au Concours international Tchaïkovski en 2011 et a terminé cinquième du Concours musical international Reine Élisabeth de Belgique 2017 consacré pour la première fois au violoncelle.